# پگی اهرن
پگی اهرن (انگلیسی: Peggy Ahern؛ ۱۹ مارس ۱۹۱۷ – ۲۴ اکتبر ۲۰۱۲) یک هنرپیشه اهل ایالات متحده آمریکا بود.

## فیلم‌شناسی
از فیلم‌های او می‌توان به آوای وحش اشاره نمود.